# 9257 Kunisuke
9257 Kunisuke (1552 T-2) là một tiểu hành tinh vành đai chính.